# The Ballad of John and Yoko
The Ballad of John and Yoko (englisch für „Die Ballade von John und Yoko“) ist ein Folk-Rock-Song der britischen Band The Beatles. Das Stück wurde hauptsächlich von John Lennon geschrieben, auch wenn es – wie zu Beatles-Zeiten üblich – dem Copyright Lennon/McCartney zugeordnet wurde. Der Song wurde im Mai 1969 zusammen mit der Harrison-Komposition Old Brown Shoe als Single veröffentlicht.

## Entstehung

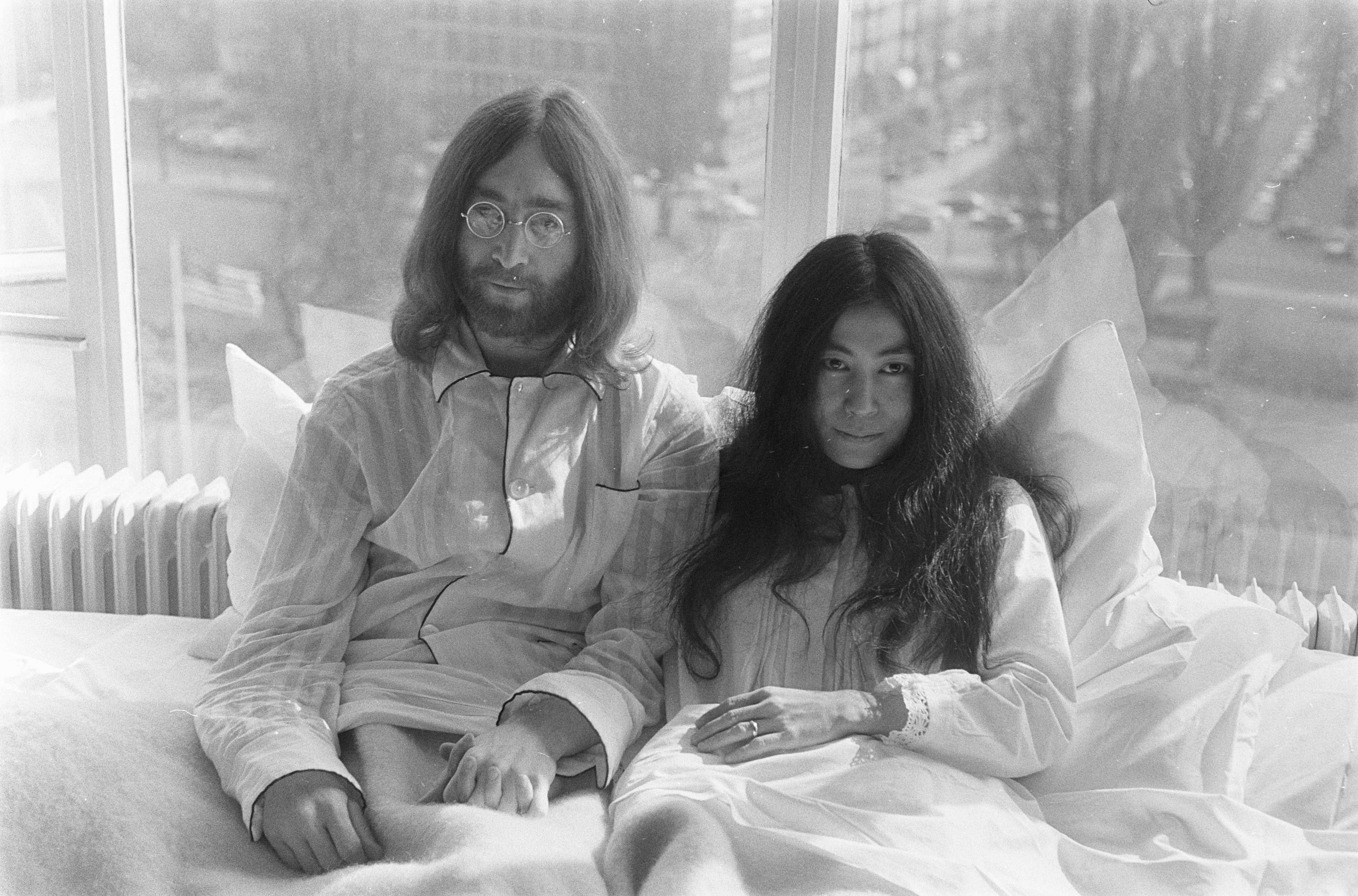
John Lennon und Yoko Ono beim „Bed-In“ in Amsterdam, 1969

John Lennon verarbeitete in diesem Lied die Schwierigkeiten mit Presse und Behörden, die er hatte, als er Yoko Ono heiraten wollte. Ebenfalls werden im Text das berühmt gewordene „Bed-In“ in Amsterdam und das „Bag-In“ in Wien zitiert, die Lennon und Ono im Frühjahr 1969 nach ihrer Hochzeit unternommen hatten.
Lennon sagte 1980 dazu: „Ich habe das in Paris in unseren Flitterwochen geschrieben. Es ist ein Stück Journalismus. Es ist ein Folksong. Deshalb habe ich es „The Ballad of“ genannt.“ Am 14. April 1969 besuchte Lennon Paul McCartney in seinem Londoner Haus, um an seinem unvollendeten neuen Song zu arbeiten. Nachdem sie das Schreiben schnell abgeschlossen hatten, gingen sie noch am selben Tag in die Abbey Road Studios. Das Paul McCartney, Ringo Starr, George Harrison, Yoko Ono und John Lennon zeigende Cover-Foto der Single wurde am 30. April 1969 von Linda McCartney aufgenommen.
Lennons umstrittene Kommentare zum Christentum aus 1966 („Wir sind jetzt beliebter als Jesus. Ich weiß nicht, was zuerst gehen wird – Rock ’n’ Roll oder das Christentum“) hatte der Karriere der Beatles in einigen Ländern geschadet, insbesondere in Südostasien und den Südstaaten der USA. Der Refrain zu The Ballad of John And Yoko enthält die Sätze „Christus, du weißt, dass es nicht einfach ist, du weißt, wie schwer es sein kann. So wie die Dinge laufen, werden sie mich kreuzigen“, die eine erneute Kontroverse auslösten. So wurde das Lied von einer Reihe von Radiosendern in den USA und Großbritannien verboten; andere piepsten das Wort „Christus“ aus.

## Aufnahme
Bei der Aufnahme von The Ballad of John and Yoko (der Arbeitstitel war: The Ballad of John And Yoko (They're Gonna Crucify Me)) im Studio 3 der Abbey Road Studios waren nur zwei der vier Beatles sowie Yoko Ono anwesend, Lennon und McCartney. George Harrison war verreist und Ringo Starr bei den Dreharbeiten für den Spielfilm The Magic Christian. Produzent der Aufnahmen war George Martin und Geoff Emerick der Toningenieur.
Lennon spielte Rhythmus- und Leadgitarre und sang, während McCartney die zweite Stimme und alle restlichen Instrumente übernahm, also Bass, Klavier, Maracas und das Schlagzeug. McCartney sagte dazu: „John war in einer ungeduldigen Stimmung, also half ich gerne. Es ist ein ziemlich guter Song. Es hat mich immer überrascht, wie es mit nur uns beiden am Ende wie die Beatles klang.“ Das Duo nahm insgesamt elf Takes auf, Take 10 wurde für weitere Overdubs verwendet. Am selben Tag erfolgte auch die Stereoabmischung.

## Erfolge
Das Lied wurde der 17. und vorletzte Nummer-eins-Hit der Beatles in Großbritannien, womit sie zu der Band mit den meisten Nummer-eins-Hits in Großbritannien wurden. In den US-amerikanischen Billboard Hot 100 erreichte das Lied Platz 8. In Deutschland, Österreich und der Schweiz erreichte die Single ebenfalls den ersten Platz der Charts.

## Auszeichnungen für Musikverkäufe
| Land/Region                  | Auszeichnungen für Musikverkäufe (Land/Region, Auszeichnung, Verkäufe) | Verkäufe  |
| ---------------------------- | ---------------------------------------------------------------------- | --------- |
| Vereinigte Staaten (RIAA)    | Gold                                                                   | 1.250.000 |
| Vereinigtes Königreich (BPI) | —                                                                      | 300.000   |
| Insgesamt                    | 1× Gold ·                                                              | 1.550.000 |

## Veröffentlichungen
- Die Single The Ballad of John and Yoko / Old Brown Shoe wurde am 30. Mai 1969 in Deutschland und Großbritannien veröffentlicht, in den USA am 4. Juni. Am Veröffentlichungsdatum war die Vorgängersingle der Beatles Get Back noch auf Platz eins der Charts.
- Im Februar 1970 wurde The Ballad of John and Yoko erstmals auf einem Beatles-Album, Hey Jude, veröffentlicht.
- In den darauffolgenden Jahren wurde The Ballad of John and Yoko für folgende Kompilationsalben der Beatles verwendet: 1967–1970 (1973), 20 Greatest Hits (1982), Past Masters (1988) und 1 (2000).
- Am 6. November 2015 wurde das Album 1 zum zweiten Mal wiederveröffentlicht. Dabei sind bei einigen Liedern, die von Giles Martin und Sam Okell neu abgemischt wurden, deutlich hörbare Unterschiede zu vernehmen.[6][7]
- Am 27. September 2019 erschien die 50-jährige Jubiläumsausgabe des Albums Abbey Road (Super Deluxe Box). Auf dieser befindet sich die bisher unveröffentlichte Version The Ballad of John and Yoko (Take 7).
- Am 10. November 2023 wurde das Kompilationsalbum 1967–1970 erneut veröffentlicht. Auf diesem befindet sich The Ballad of John and Yoko in der von Giles Martin und Sam Okell 2015 neu abgemischten Version.

## Musikvideo und Coverversionen
Apple Films hat den Promotion-Film für den weltweiten Einsatz für Fernsehsender produziert, um die Vermarktung der Single zu fördern. Es wurden Outtakes vom noch unveröffentlichten Film Let It Be und private Aufnahmen verwendet, die in Amsterdam, London, Paris und Wien gedreht worden waren. Ein Standbild zeigt John Lennon und Peter Brown, da Brown, der die Hochzeit auf Gibraltar organisiert hatte, im Text des Liedes erwähnt wird.
Es wurden über 40 Coverversionen von The Ballad of John and Yoko veröffentlicht.
Noch im selben Jahr wurde ein kurzes Sample für die Wahlkampfplatte You Can Be Anyone This Time Around von Timothy Leary verwendet.